# Echinococcus
Die Gattung Echinococcus umfasst neun Arten von Echinokokken genannten Bandwürmern. Die genetische Variation innerhalb von Echinococcus granulosus ist relativ hoch, dadurch werden oft neue Genotypen beschrieben. Der Fuchsbandwurm (E. multilocularis) zeigt nur geringfügige genetische Variation. Sie sind heteroxen und benötigen daher für ihre Entwicklung zwei Wirte; einen Raubtierwirt (Hund, Katze) und einen Beutewirt (Schafe, Kamele, Mäuse). Auch beim Hundebandwurm (E. granulosus) gibt es einen entsprechenden Wirtswechsel. 
Dadurch ausgelöste Krankheiten, etwa als Befall der Lunge, werden als Echinokokkosen bezeichnet. Vier der bisher bekannten Arten können als Fehlzwischenwirt beim Menschen auftreten, wobei große Unterschiede in der Pathogenität zwischen den Arten und einzelnen Genotypen bestehen.
In Deutschland ist der direkte oder indirekte Nachweis von Echinococcus sp. nichtnamentlich meldepflichtig nach § 7 Absatz 3 des Infektionsschutzgesetzes (IfSG). Darüber hinaus ist nach dem Recht Sachsens der direkte oder indirekte Nachweis von Echinococcus species namentlich meldepflichtig, soweit der Nachweis auf eine akute oder konnatale Infektion hinweist.